# Ryukyupercis
Ryukyupercis is een monotypisch geslacht van straalvinnige vissen uit de familie van krokodilvissen (Pinguipedidae).

## Soort
- Ryukyupercis gushikeni (Yoshino, 1975)